# Pontano-kápolna (Nápoly)
A Pontano kápolna egy aprócska reneszánsz templom Nápoly óvárosában, a Via Tribunali mentén. 1492-ben építették a híres humanista, Giovanni Pontano megbízásából, aki a Szűzanyának és Szent János evangélistának ajánlotta. Ide temették feleségét, Adriana Sassonét. A humanistát nem ide temették, emlékét viszont egy síremlék őrzi. 1759-ben, valamint 1792-ben restaurálták, viszont megőrizték reneszánsz vonásait. Belsejének díszítései a latin és görög epigrammákkal teleírt kőlapok, valamint a majolika padlóburkolat (feltehetően firenzei mesterek munkája). Az oltárkép, mely a Szűzanyát ábrázolja a gyermek Jézussal Keresztelő Szent János és Szent János evangélista társaságában 16. századi, Francesco Cicino da Caiazzzo alkotása.

## További információ
- A Wikimédia Commons tartalmaz Pontano-kápolna témájú kategóriát.